# Habenaria rechingeri
Habenaria rechingeri är en orkidéart som beskrevs av Jany Renz. Habenaria rechingeri ingår i släktet Habenaria och familjen orkidéer. Inga underarter finns listade i Catalogue of Life.